# Глібово (Сараєвське сільське поселення)
Глі́бово (рос. Глебово) — присілок у складі Кічменгсько-Городецького району Вологодської області, Росія. Входить до складу Городецького сільського поселення.

## Населення
Населення — 11 осіб (2010; 24 у 2002).
Національний склад (станом на 2002 рік):
- росіяни — 100 %